# 972 Cohnia
972 Cohnia eller 1922 LK är en asteroid i huvudbältet, som upptäcktes 18 januari 1922 av den tyske astronomen Max Wolf. Den är uppkallad efter den tyske astronomen Fritz Cohn.
Asteroiden har en diameter på ungefär 77 kilometer.